# Tamurejo
Tamurejo è un comune spagnolo di 275 abitanti situato nella comunità autonoma dell'Estremadura.